# Hafsat Abiola
Hafsat Abiola (nacida en 1974 en Lagos) es una activista nigeriana, fundadora de la Kudirat Initiative for Democracy (KIND), que busca fortalecer la sociedad civil y promover la democracia en Nigeria. Hafsat es una defensora de los derechos humanos, los derechos civiles y la democracia.

## Biografía
Hafsat Olaronke Abiola es la octava hija de Moshood Abiola. Moshood K. O. Abiola fue presidente electo de Nigeria, pero nunca llegó a asumir su cargo porque fue puesto en prisión (donde murió asesinado en 1998) por el dictador Sani Abacha bajo el cargo de traición para autoproclamarse presidente. La madre de Hafsat, Alhaja Kudirat Abiola fue asesinada en 1996 durante una manifestación por la liberación de su esposo.
Hafsat O. Abiola se graduó en la Phillips Academy, en Andover, en 1992 y en la Universidad de Harvard en 1996. Recibió un doctorado honoris causa en el Haverford College.
Hafsat O. Abiola es la fundadora del Foro China - África, que promueve la colaboración entre China y África, con especial atención en la contribución de las mujeres en la economía.
En 2000, Hafsat O. Abiola recibió la distinción de Global Leader of Tomorrow en el Foro Económico Mundial en Davos. En 2003, fue elegida como miembro de la ONG Ashoka en reconocimiento de su prestigio internacional en el campo del emprendedorismo social. En 2006 fue nominada como consejera fundadora del Consejo para el futuro del mundo.
En 2006 promovió una campaña de recaudación de fondos organizando presentaciones de Monólogos de la vagina en Nigeria.
En 2015 fue elegida como una de las 21 mujeres que se reunieron para una conferencia en la Escuela de Gobierno Kennedy de la Universidad de Harvard financiada por Hunt Alternatives. El grupo incluía a Judy Thongori de Kenia, Fauzia Nasreen de Pakistán, y a Olufunke Baruwa, Esther Ibanga, y Ayisha Osori de Nigeria.
Debido a una cláusula poco habitual en el testamento de sus padres, Hafsat debió realizar un test de ADN para probar que era la hija de su padre. Los resultados mostraron que tenía alrededor de 70 medio hermanos.

## Premios y reconocimientos

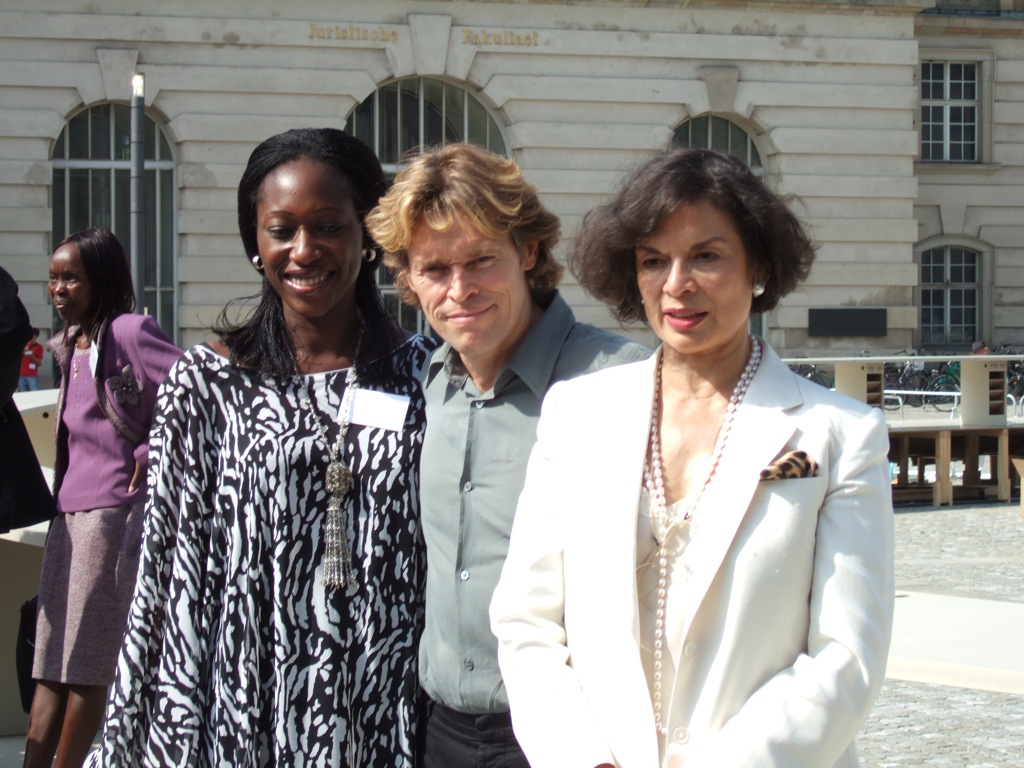
Hafsat Abiola, Willem Dafoe y Bianca Jagger en Berlín, septiembre de 2006

- Youth Peace and Justice Award de la Comisión de Paz de Cambridge, 1997
- State of the World Forum Changemaker Award, 1998
- Woman to Watch for Award, 1999
- Global Leader of Tomorrow Award, World Economic Forum, 2000
- Nuclear Age Peace Foundation Global Award, 2001